# 曼弗雷德·鲁尔夫斯
曼弗雷德·鲁尔夫斯（德語：Manfred Rulffs，1935年3月6日—2007年1月15日），德国男子赛艇运动员。他曾代表德国联队参加1960年夏季奥林匹克运动会赛艇比赛，获得男子八人单桨有舵手金牌。